# Baad (Neunkirchen am Brand)
Baad ist ein Gemeindeteil des Marktes Neunkirchen am Brand im Landkreis Forchheim (Oberfranken, Bayern).

## Geografie
Das Dorf liegt im Erlanger Albvorland etwa einen Kilometer nordnordöstlich des Ortszentrums von Neunkirchen auf einer Höhe von 322 m ü. NHN.

## Geschichte
Die erste urkundliche Erwähnung des Ortes war im Jahr 1109 unter dem Namen „Cemebahe“. Bis zum Beginn des 19. Jahrhunderts unterstand Baad der Landeshoheit des Hochstifts Bamberg. Die Dorf- und Gemeindeherrschaft wurde vom Amt Neunkirchen als Vogteiamt ausgeübt. Auch die Hochgerichtsbarkeit stand diesem Amt als Centamt zu.
Als das Hochstift Bamberg infolge des Reichsdeputationshauptschlusses 1802/03 säkularisiert und unter Bruch der Reichsverfassung vom Kurfürstentum Pfalz-Baiern annektiert wurde, wurde Baad ein Bestandteil der bei der „napoleonischen Flurbereinigung“ in Besitz genommenen neubayerischen Gebiete.
Durch die Verwaltungsreformen im Königreich Bayern zu Beginn des 19. Jahrhunderts wurde Baad mit dem Zweiten Gemeindeedikt 1818 ein Teil der Ruralgemeinde Hetzles. Etwa eineinhalb Jahrhunderte danach wurde Baad in den Markt Neunkirchen am Brand umgemeindet.

## Verkehr
Eine von Neunkirchen kommende Gemeindeverbindungsstraße führt am südwestlichen Ortsrand von Baad vorbei und weiter nach Hetzles. An dieser Straße befindet sich eine Haltestelle des ÖPNV, die von den Buslinien 224 und 225 des VGN bedient wird. Die nächstgelegenen Bahnhöfe befinden sich in Erlangen an der Bahnstrecke Nürnberg–Bamberg sowie in Eschenau an der Gräfenbergbahn.
Durch den Ort verläuft der Fränkische Marienweg.

## Baudenkmäler

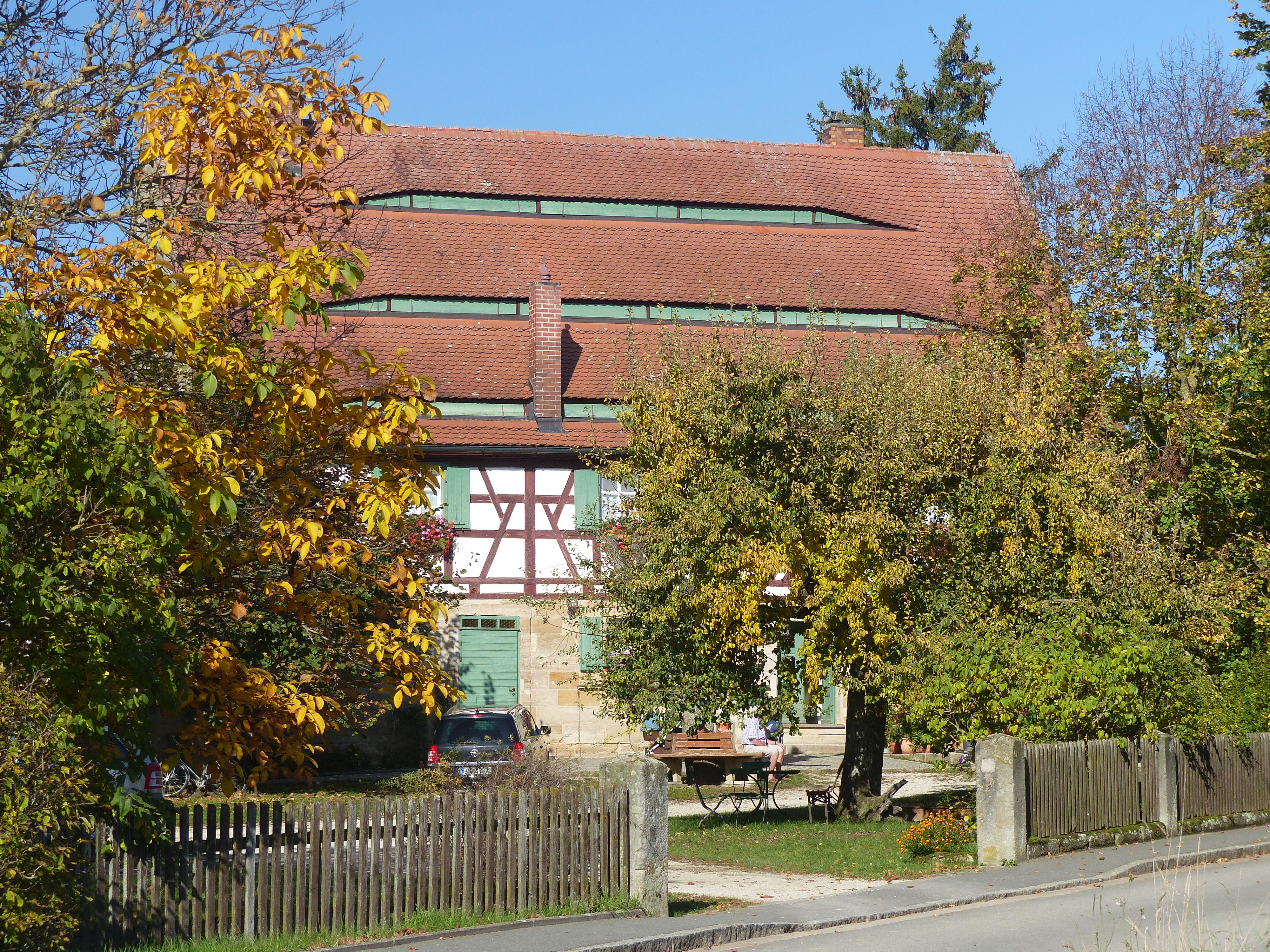
Aus der ersten Hälfte des 19. Jh. stammendes Bauernhaus

In Baad gibt es zwei denkmalgeschützte Bauwerke, ein Bauernhaus und eine Wegkapelle.